# Jernbanekongens Søn
Jernbanekongens Søn (originaltitel The Ne'er-Do-Well) er en amerikansk stumfilm fra 1923 af Alfred E. Green.

## Medvirkende
- Thomas Meighan som Kirk Anthony
- Lila Lee som Chiquita
- Gertrude Astor som Edith Cortlandt
- John Miltern som Stephen Cortlandt
- Gus Weinberg som Andres Garavel
- Sidney Smith som Ramón Alfarez
- George O'Brien som Clifford